# Black Star (альбом Тимати)
Black Star — дебютный альбом российского рэпера Тимати, выпущенный в 2006 году. Альбом записан в стилях Хип-хоп и R'n'B.

## Список композиций
| №  | Название         | Гости                                   | Продюсер(ы)              | Время |
| -- | ---------------- | --------------------------------------- | ------------------------ | ----- |
| 1  | «Intro»          |                                         | garage.raver and DJ Dlee | 1:07  |
| 2  | «В Клубе»        |                                         | garage.raver and DJ Dlee | 4:25  |
| 3  | «Жара»           | Фёдор Бондарчук & Настя Кочеткова       | garage.raver and DJ Dlee | 4:16  |
| 4  | «Жизнь — Игра»   | Дмитрий Климашенко                      | garage.raver             | 6:05  |
| 5  | «Zombie»         |                                         | garage.raver and DJ Dlee | 3:57  |
| 6  | «Потанцуй»       | Ксения Собчак                           | garage.raver             | 4:31  |
| 7  | «Детка»          |                                         | garage.raver             | 4:21  |
| 8  | «Не Сходи С Ума» |                                         | garage.raver             | 3:41  |
| 9  | «Мой Путь»       | Ratmir                                  | garage.raver and DJ Dlee | 4:55  |
| 10 | «Black Star»     | Карина Кокс (ВИА Сливки) & Игорь Крутой | garage.raver and DJ Dlee | 4:53  |
| 11 | «Снова Один»     | Ирина Дубцова                           | Рафаэль Сафин            | 4:37  |
| 12 | «Дождись»        | Uma2rman                                | Uma2rman                 | 4:12  |
| 13 | «Вопросы»        |                                         | garage.raver and DJ Dlee | 4:23  |
| 14 | «Когда Ты Рядом» | Алекса                                  | Доминик Джокер           | 4:25  |
| 15 | «Сны»            | Ratmir                                  | garage.raver and DJ Dlee | 4:00  |
| 16 | «Опасные Связи»  | Ratmir                                  | garage.raver             | 4:10  |
| 17 | «Откровение»     | Доминик Джокер                          | Доминик Джокер           | 4:49  |
| 18 | «Я и Ты»         | Карина Кокс (ВИА Сливки)                | garage.raver and DJ Dlee | 4:44  |